# Ismayılbeyli (Agdam)
Ismayılbeyli est un village de la région d'Agdam en Azerbaïdjan.

## Histoire
En 1992-2020, Ismayılbeyli était sous le contrôle des forces armées arméniennes. Le 20 novembre 2020, la région d'Agdam, y compris le village d'Ismayılbeyli a été rétrocédée à l'Azerbaïdjan conformément aux termes de la Déclaration tripartite du 10 novembre 2020, signée par les présidents azerbaïdjanais et russe et le premier ministre arménien.

## Géographie
Le village d’Ismayılbeyli de la région d’Agdam est situé dans les contreforts, dans la circonscription administrative du village de Baghbanlar.

## Économie
La principale occupation de la population est l'élevage et l'agriculture.